# Per Olsson Fridh

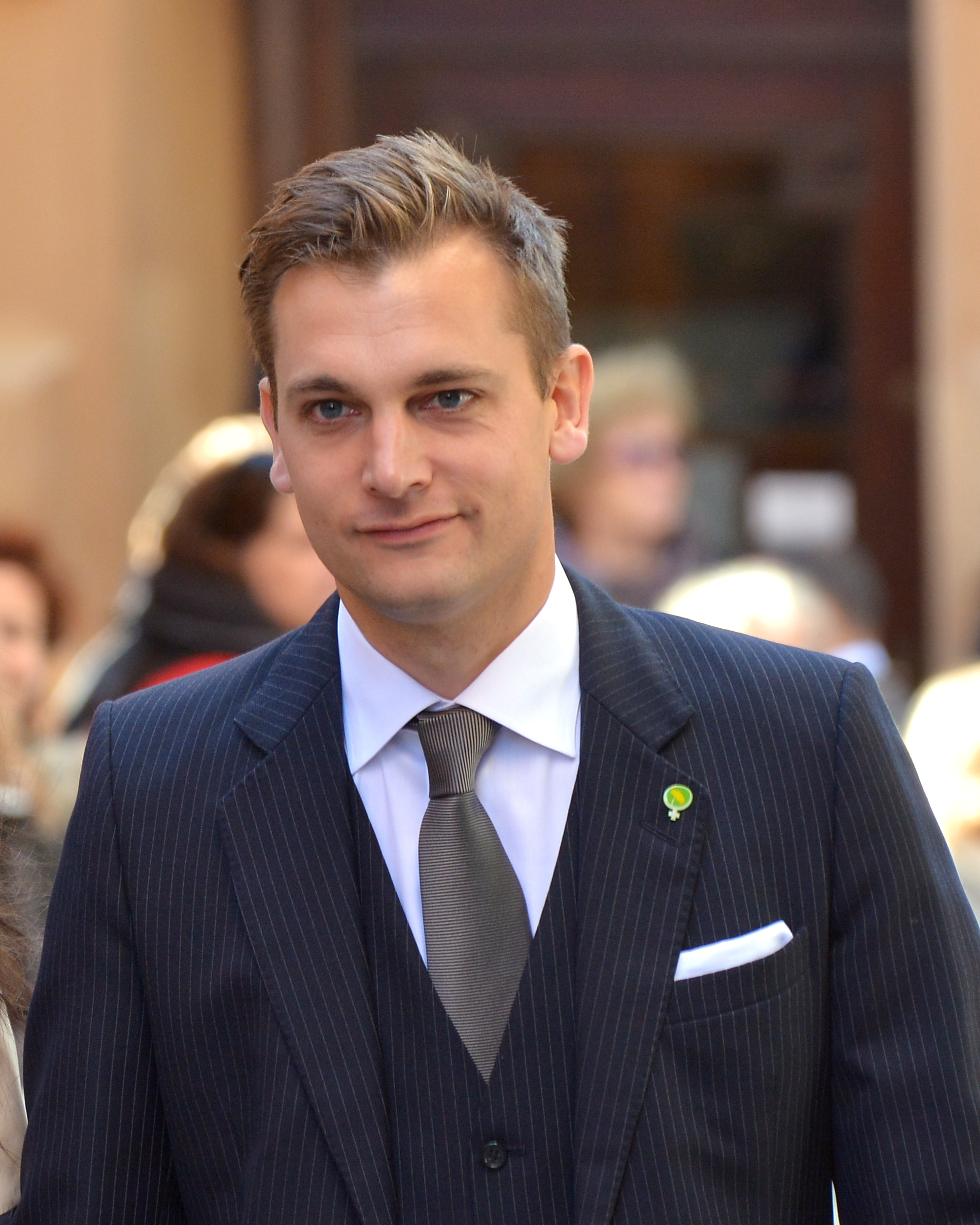
Per Olsson Fridh (2014)

Per Olsson Fridh (* 27. Juni 1981) ist ein schwedischer Politiker der Partei Miljöpartiet de Gröna. Vom 5. Februar 2021 bis zum 30. November 2021 war er Minister für internationale Entwicklungszusammenarbeit.

## Persönliches
Per Olsson Fridh wuchs in Lomma und in Malmö auf. Er ist mit Madeleine Kaharascho Fridh verheiratet, einer Politikerin der Partei Feministiskt initiativ und Abgeordneten im Stockholmer Stadtrat.

## Karriere
Olsson Fridh war Vorsitzender des Stockholmer Ortsverbands seiner Partei. Bei der Parlamentswahlen 2014 wurde er in den Reichstag gewählt, aber wenige Wochen später zum Staatssekretär der Ministerin für Kultur und Demokratie, Alice Bah Kuhnke, ernannt. Von 2019 bis zu seiner eigenen Ernennung zum Minister war er Staatssekretär von Peter Eriksson, dem Minister für internationale Entwicklungszusammenarbeit. Nach der Bildung der Regierung Andersson, die als Minderheitsregierung der Sozialdemokraten agierte, schied er aus der Regierung aus. 
Seit 2022 ist er Generaldirektor der Folke Bernadotteakademin, der schwedischen Regierungsbehörde für Frieden, Sicherheit und Entwicklung.
Olsson Fridh ist verheiratet und hat Kinder.

## Kabinette
- Regierung Löfven II
- Regierung Löfven III